# صلاح‌الدین اولاد مهند
صلاح‌الدین اولاد مهند (هلندی: Salah-Eddine Oulad M'Hand؛ زادهٔ ۲۰ اوت ۲۰۰۳) بازیکن فوتبال اهل هلند است که اخیراً در پست هافبک بازی باشگاه فوتبال آرسنال در لیگ برتر فوتبال انگلستان بازی کرده است. وی که اصالتی مراکشی دارد فوتبال خود را از تیم‌های پایه فاینورد آغاز کرد و در سال ۲۰۲۰ به باشگاه آرسنال پیوست.
اولاد مهند همچنین در تیم ملی فوتبال زیر ۱۷ سال هلند بازی کرده است.